# メタプロスカリン
メタプロスカリン(Metaproscaline)または3,4-ジメトキシ-5-プロポキシフェネチルアミン(3,4-dimethoxy-5-propoxyphenethylamine)は、幻覚剤の1つで、プロスカリンのアナログである。アレクサンダー・シュルギンが初めて合成し、著者PiHKALの中で、最小服用量と持続時間については、未知とした。メタプロスカリンは、ほとんどか全く効果を持たない。薬理学的特性、代謝、毒性については、ほとんどデータがない。